# 帕拉斯赫科尔
帕拉斯赫科尔（Parashkol），是印度西孟加拉邦Barddhaman县的一个城镇。总人口10989（2001年）。

## 人口
该地2001年总人口10989人，其中男性6103人，女性4886人；0—6岁人口1528人，其中男804人，女724人；识字率57.45%，其中男性为68.33%，女性为43.86%。